# 알렉스 크루즈
알렉스 크루즈(Alex Kruz, 1978년 11월 30일 ~ )는 미국의 배우, 연극 배우, 텔레비전 배우, 성우이다.
저지시티에서 태어났다.

## 영화
- 배리 (2016년)
- 왈츠 포 모니카 (2013년) - 본인 역